# 가타 (조로아스터교)
《가타》(Gāθā)는 자라투스트라가 지었다고 전해지는, 아베스타어로 된 17편의 찬가이다. 조로아스터교 전례의 핵심이다.

## 참고 문헌
- Malandra, William (2001), 〈Gathas: Translations〉, 《Encyclopedia Iranica》 10, Costa Mesa: Mazda.